# Jules Laurens

Blå moskén, Tabriz, målning 1772

Jules Joseph Augustin Laurens, född 25 juli 1825, död 5 maj 1901, var en fransk målare och litograf.
Han var lärjunge av Paul Delaroche, är känd genom målningar i olja och akvarell från Persien och Turkiet samt även genom bilder från Frankrike, England och Italien. Han var även etsare och litograf och har på dessa områden utfört såväl egna kompositioner som efterbildat moderna mästares arbeten. Laurens är representerad i Luxembourggalleriet och i flera andra franska museer.